# Anthurium sagittatum
Anthurium sagittatum é uma espécie de plantas com flores. Foi descrito pela primeira vez por John Sims, e recebeu o nome exato por George Don Jr.. Anthurium sagittatum pertence ao gênero Anthurium e está relacionado com Araceae.
Este tipo de planta pode ser encontrado em:
- Suriname
- Peru
- Venezuela
- norte do Brasil
- Guiana
- Guiana
- Colômbia

Não há tipos listados como este.